# Colobothea pleuralis
Colobothea pleuralis es una especie de escarabajo longicornio del género Colobothea, categorizada en la tribu Colobotheini, de la subfamilia Lamiinae. Fue descrita por Casey en 1913.

## Descripción
Mide 8-14 mm de longitud.

## Distribución
Se distribuye por Costa Rica y Panamá.